# Виконт Хейлшем
Виконт Хейлшем (англ. Viscount Hailsham) из Хейлшема в графстве Суссекс — наследственный титул в системе Пэрства Соединённого королевства. Он был создан 4 июля 1929 года для адвоката и консервативного политика Дугласа Хогга, 1-го барона Хейлшема (1872—1950), который дважды занимал должность лорда-канцлера Соединённого королевства (1928—1929, 1935—1938). В 1928 году он уже получил титул барона Хейлшема из Хейлшема в графстве Суссекс (Пэрство Соединённого королевства). Дуглас Хогг был сыном мецената Квинтина Хогга (1845—1903), седьмого сына сэра Джеймса Хогга, 1-го баронета (1790—1876), который был старшим сыном Джеймса Макгарела-Хогга, 2-го баронета (1823—1890), который в 1887 году получил титул барона Магераморна.
Ему наследовал его сын, Квентин Макгарел Хогг, 2-й виконт Хейлшем (1907—2001), который также был известным адвокатом и консервативным политиком. 20 ноября 1963 года он отказался признавать своё пэрство после принятия Акта пэров 1963 года и получил право избраться в Палату общин Великобритании. Квентин Макгарел Хогг избирался в Палату общин от Оксфорда (1938—1950) и Сент-Мэрилебона (1963—1970), занимал посты заместителя министра авиации (1945), первого лорда Адмиралтейства (1956—1957), министра образования (1957), лорда-председателя Совета (1957—1959, 1960—1964), лорда-хранителя Малой печати (1959—1960), лидера Палаты лордов (1960—1963), министра образования и науки (1964) и лорда-канцлера (1970—1974, 1979—1987). В 1970 году он получил звание пожизненного пэра как барон Хейлшем из Сент-Мэрилебона в Херстмонсо в графстве Суссекс и вернулся в Палату лордов.
В 2001 году после смерти 2-го виконта Хейлшема титулы барона и виконта унаследовал его сын, Дуглас Мартин Хогг, 3-й виконт Хейлшем (род. 1945). Как его отец и дед, он является адвокатом и консервативным политиком. Он был депутатом Палаты общин Великобритании от Грантема (1979—1997) и Слифорда и Северного Хайкхема (1997—2010), министром сельского хозяйства, рыболовства и продовольствия (1995—1997). Лорд Хейлшем является мужем Сары Хогг, баронессы Хогг (род. 1946), которая в 1995 году получила звание пожизненного пэра в качестве баронессы Хогг в своём собственном праве.

## Виконты Хейлшем (1929)
- 1929—1950: Дуглас Макгарел Хогг, 1-й виконт Хейлшем (28 февраля 1872 — 16 августа 1950), старший сын Квентинла Хогга (1845—1903);
- 1950—2001: Квентин Макгарел Хогг, 2-й виконт Хейлшем (9 октября 1907 — 12 октября 2001), старший сын предыдущего;
- 2001 — настоящее время: Дуглас Мартин Хогг, 3-й виконт Хейлшем (род. 5 февраля 1945), старший сын предыдущего;
  - Наследник: достопочтенный Квентин Джон Нил Мартин Хогг (род. 12 октября 1973), единственный сын предыдущего.